# Pete Sandoval
Pete Sandoval, poznat i kao Commando (Santa Ana, Salvador, 21. svibnja 1969.) američki je death metal bubnjar. Najpoznatiji kao bivši član sastava Morbid Angel, u kojem je svirao bubnjeve od 1988. do 2013. Između 2010. i 2011. bio je prisiljen operirati kralježnicu, zbog čega se nije mogao baviti glazbom.
U prosincu 2013. David Vincent izjavio je da Sandoval više nije član Morbid Angela jer se obratio na kršćanstvo. Danas Pete svira u sastavu Terrorizer.

## Diskografija
Morbid Angel (1988. – 2013.)
- Altars of Madness (1989.)
- Blessed Are the Sick (1991.)
- Covenant (1993.)
- Domination (1995.)
- Formulas Fatal to the Flesh (1998.)
- Gateways to Annihilation (2000.)
- Heretic (2003.)

Terrorizer (1987. – 1988., 2005. – 2006., 2009. – danas)
- World Downfall (1989.)
- Darker Days Ahead (2006.)
- Hordes of Zombies (2012.)
- Caustic Attack (2018.)